# 젝세로이텐 광장
젝세로이텐 광장(독일어: Sechseläutenplatz 젝세로이텐플라츠[*], 글자 그대로: 젝세로이텐 광장)은 스위스 취리히에 위치한 가장 큰 마을 광장이다. 그 이름은 4월에 광장에서 열리는 젝세로이텐(Sechseläuten, 도시의 전통적인 봄 휴가)에서 따왔다.

## 지리
젝세로이텐 광장은 취리히 호수의 동쪽 해안에 위치하고 있으며, 호수가 리마트강과 샨첸그라벤 해자로 흘러가는 바로 남쪽에 있다. 광장은 연결된 취리히 오페라 하우스와 베른하르트 극장 건물에 의해 남쪽으로 경계를 이루고 있다. 우토카이 호숫가 산책로에서 서쪽으로; 그리고 동쪽으로는 슈타델호펜 기차역과 포어히반(FOB)의 종점이 있는 슈타델호퍼플라츠가 있는 시에타스트라세가 있다. 북쪽으로 젝세로이텐 광장는 취리히 트램 노선이 정차하는 벨뷰 광장으로 합쳐진다. 2, 4, 5, 8, 9, 11 및 15가 있다.
2011년 11월 30일 취리히 정부는 젝세로이텐 광장의 공공장소를 재설계하여, 일부 거리의 이름을 바꿀 것이라고 발표했다. 극장 광장은 젝세로이텐 광장 지역의 일부가 될 것이며 고트프리트-켈러-스트라세와 괴테스트라세는 부분적으로 폐지된다. 거주자들은 이것들이 젝세로이텐 광장 1에서 10으로 주소가 지정될 것이라는 정보를 받았다. 전체적으로 젝세로이텐 광장는 약 16,000㎡의 면적을 차지한다.

## 역사

### 선사시대

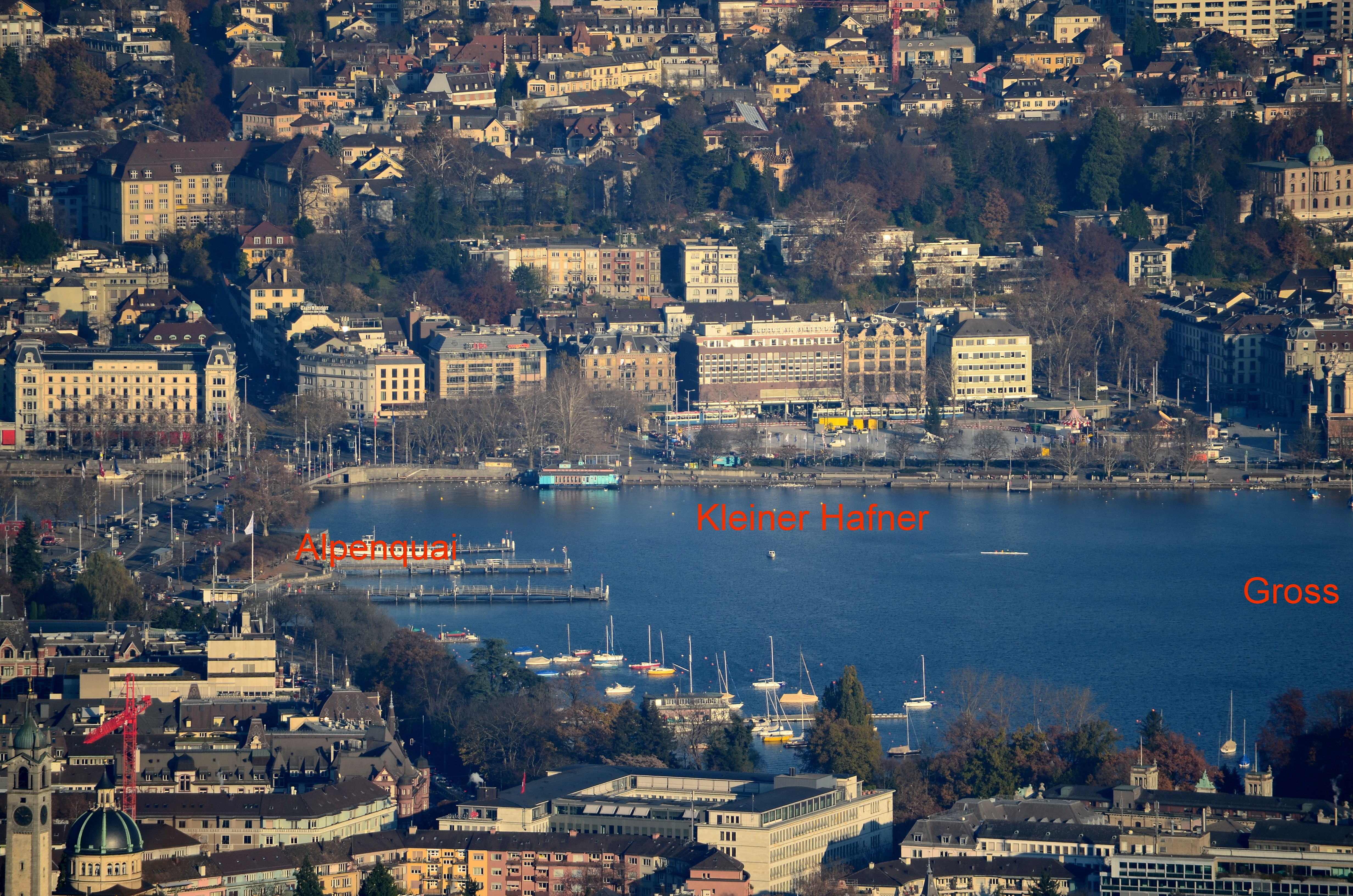
선사시대 주거지 알펜콰이, 클라이너 하프너 와 그로서 하프너의 위치

이 지역은 2009년 지하 주차장을 파다가 선사시대 말뚝 가옥의 유적을 발견한 이래 국제적으로 알려졌다. 취리히 호수의 하류 유역에 있는 이 습지 토양 정착지인 클라이너 하프너 근처에서 유적이 발견되었다. 공사는 9개월 동안 중단되었고 정착지 유적은 고고학적으로 체계적으로 기록되었다. 발굴 결과는 호숫가 옆 정자에 영구적으로 전시된다.
현재 작세로이텐 광장–뷔르클리 광장 주변의 리마트강과 취리히 호수 사이의 늪지대에 위치한 선사 시대 주거지는 린트강과 요나강에 의한 간헐적인 범람으로부터 보호하기 위해 더미 위에 세워졌다. 신석기 시대 취리히-엥게 알펜키(Zürich–Enge Alpenquai)는 취리히 시정촌의 지역인 엥게의 뷔르클리 광장에 위치해 있다. 그것은 클라이너 하프너 (젝세로이텐 광장의 이전 섬/반도)와 그로서 하프너 섬(셀틱과 갈로로마인 정착지) 취리히시 중심부의 약 0.2k㎡의 지역 내 리마트강 유역에 있다.

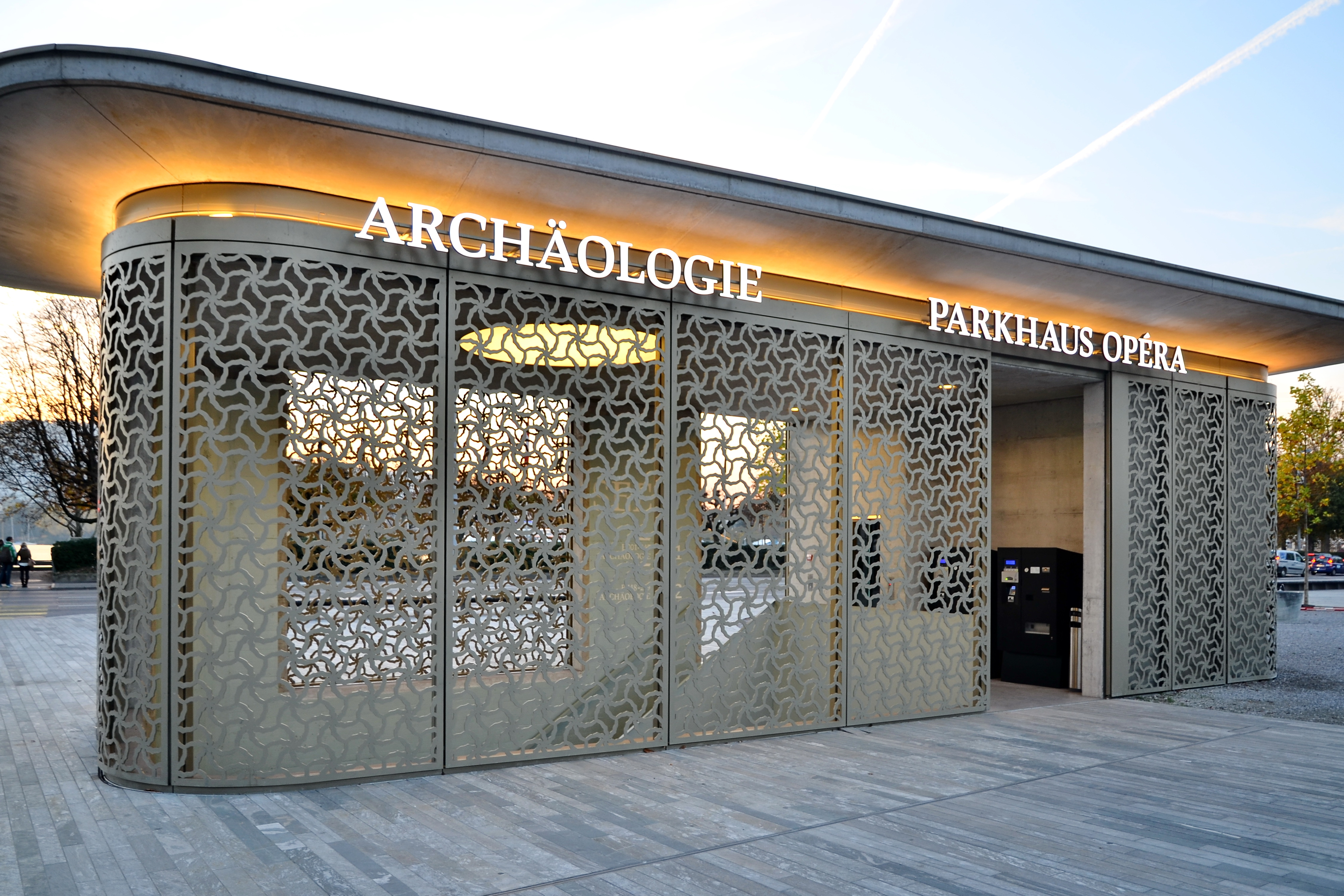
고고학 전시장 입구
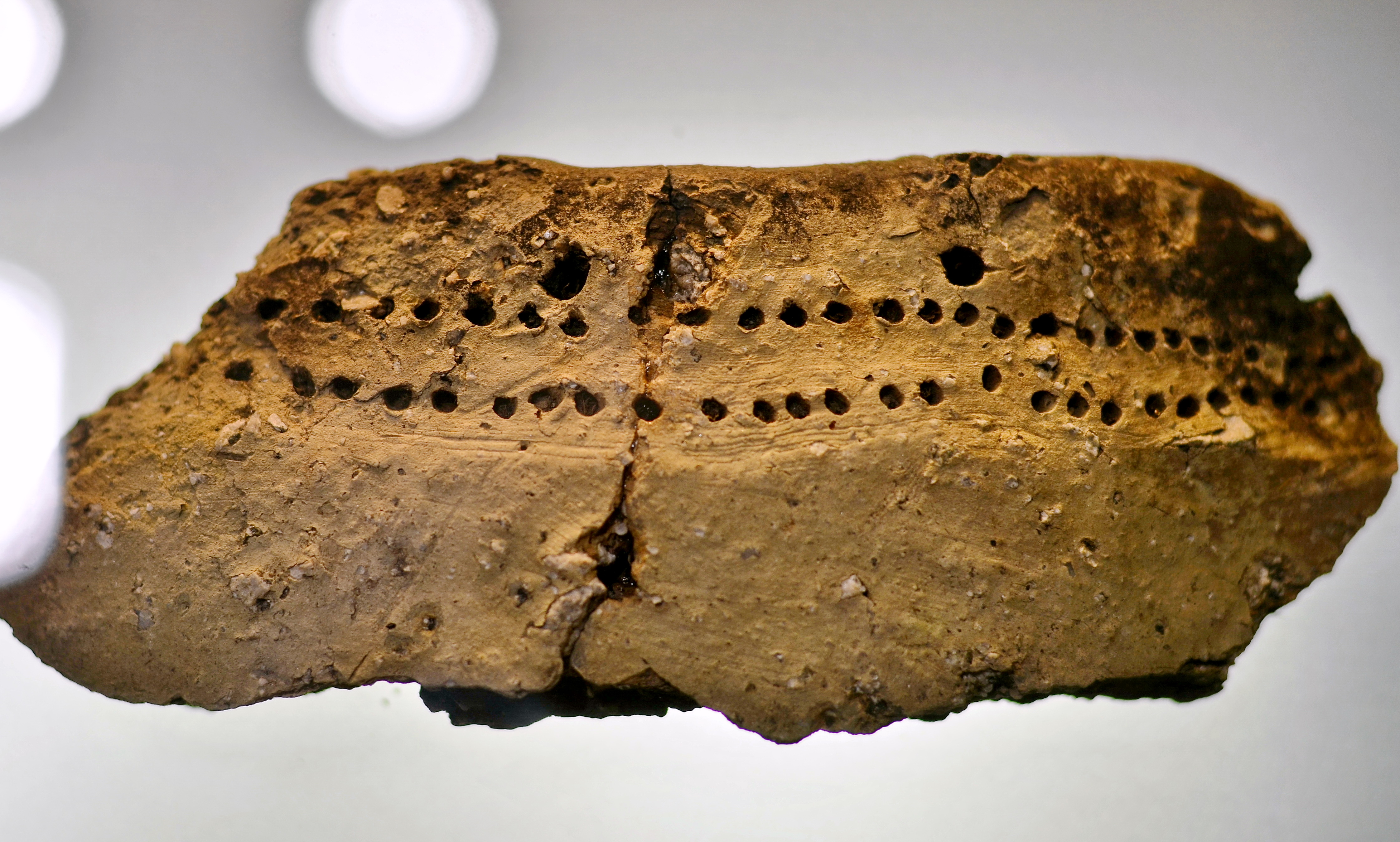
호르겐 문화, 도기 조각, 클라이너 하프너
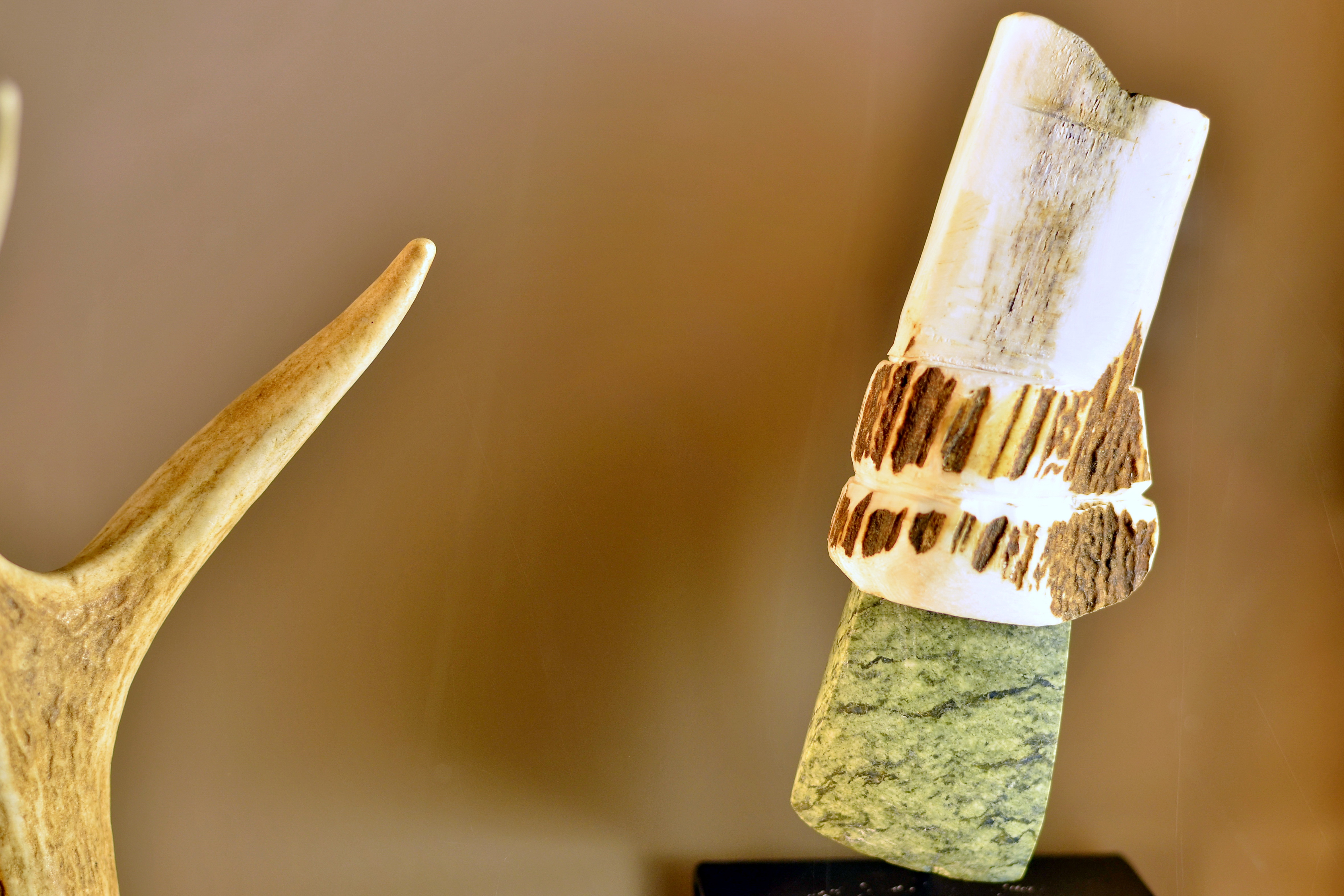
호르겐 문화, 샤프트 돌도끼의 파편
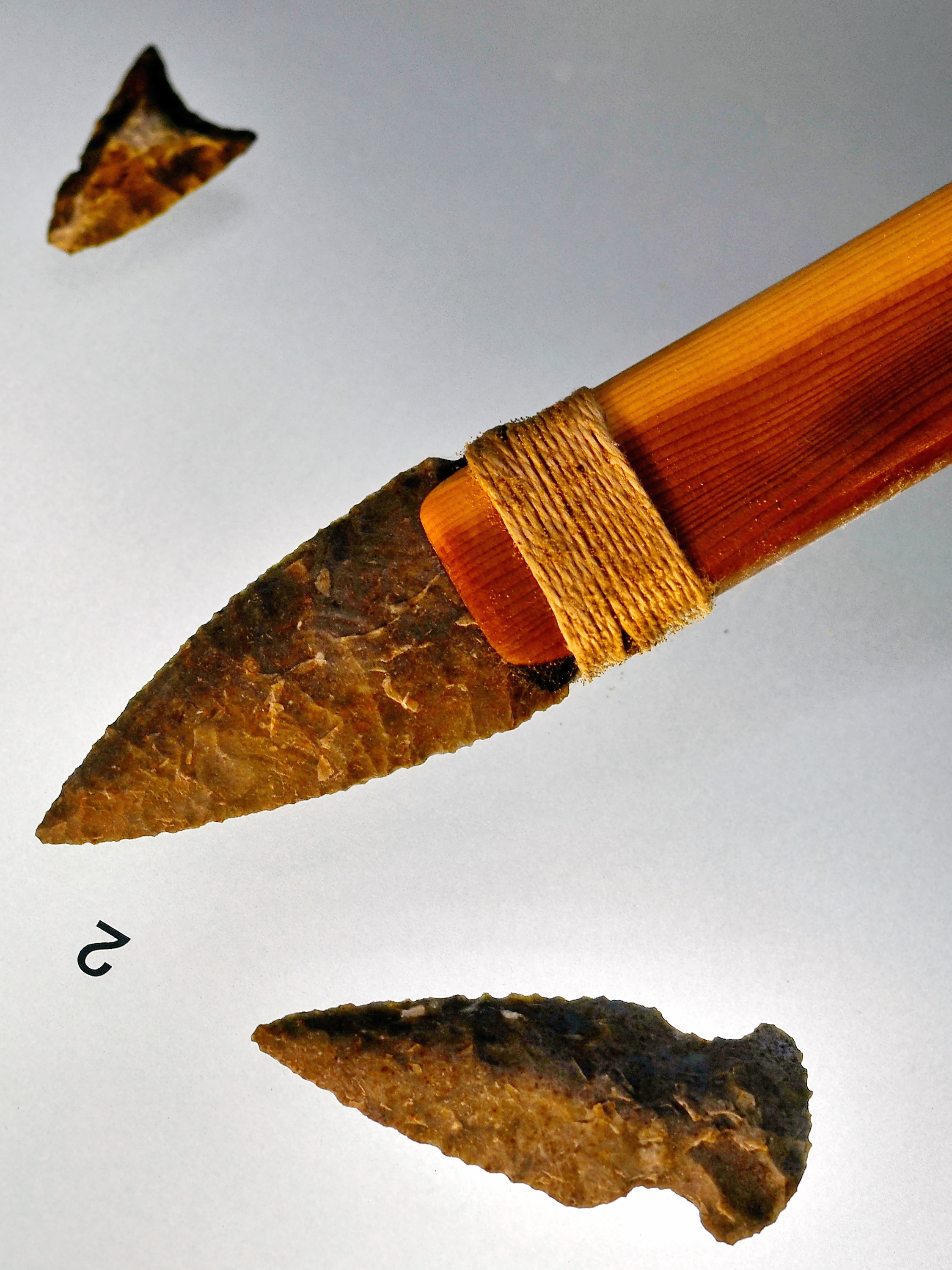
호르겐 문화, 실렉스 나이프, 돌 화살촉
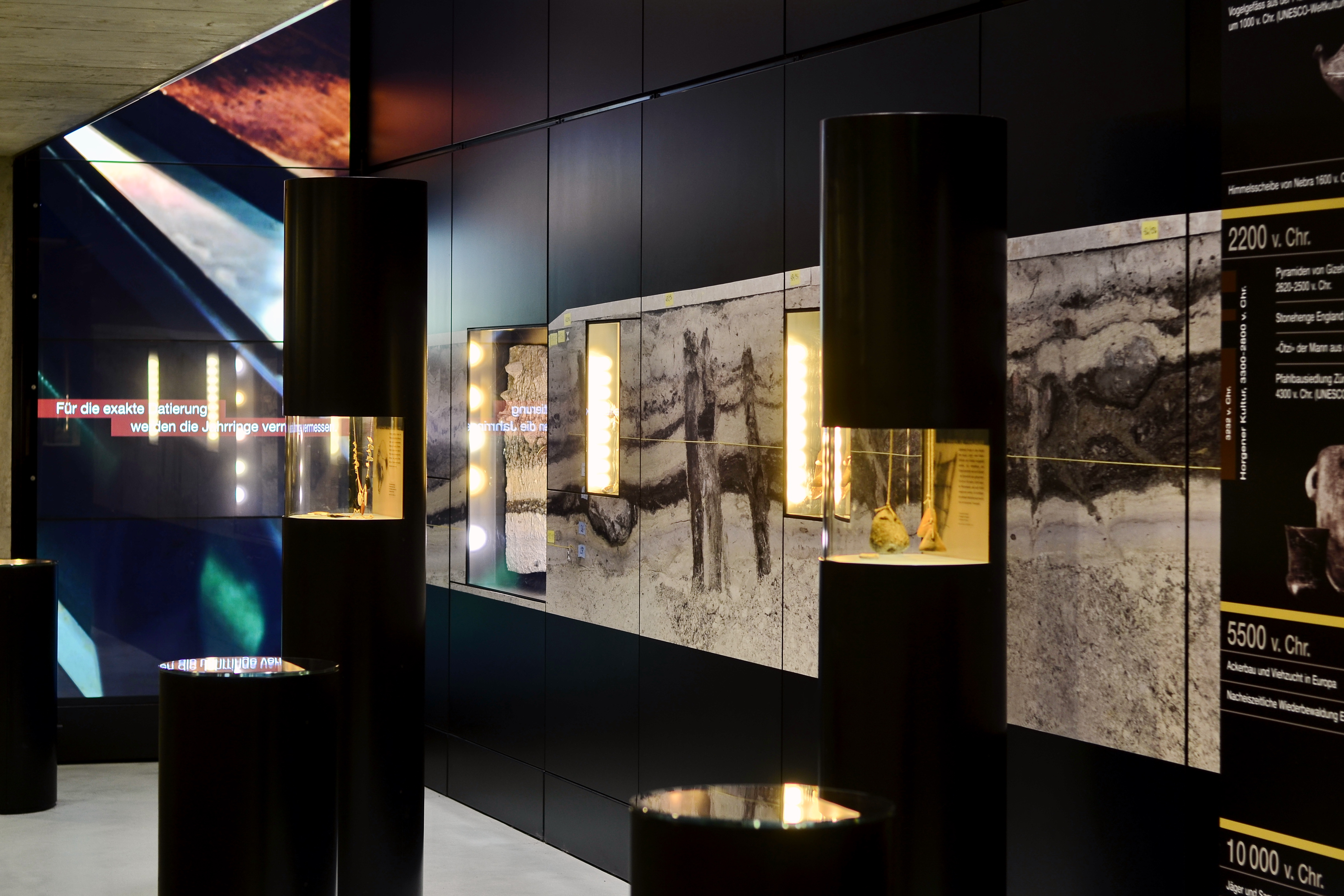
호숫가 전시관의 멀티미디어 전시

클라이너 하프너와 그로서 하프너는 말뚝 주거의 모든 기간을 나타내는 매우 희귀한 장소이다. 신석기 시대의 에골츠빌, 코르테이요 및 호르겐 문화에서 발견된 것들이 있으며, 이는 기원전 5천년 말과 4천년 초 동안의 문화 발전을 연구할 수 있는 중요한 참고 자료가 된다. 취리히 호수 하류 지역의 선사시대 주거지와 기타 선사시대 정착지는 유네스코 세계 문화 유산으로 지정된 알프스 주변의 선사시대 말뚝 주거지의 일부로, 세계에서 가장 큰 과학적 잠재력을 지닌 111곳 중 하나로 인정받고 있다.

### 중세 이후
중세 후기에 젝세로이텐 광장 지역은 취리히 호숫가에 있는 슈타델호퍼 요새의 일부인 취리히의 이전 군사항 위치였다. 이전 슈타델호퍼 요새는 1643년에 네 번째 도시 요새의 일부로 지어졌으며, 요새는 부분적으로 호수에 지어졌다. 1673년에는 슈타델호펜 보루가 부착되었다. 쓸모없게 된 이 요새는 1837~38년에 완전히 철거되었다.
코른하우스 레스토랑은 1839년부터 1860년까지 그 자리에서 운영되었다. 1867년에 이 건물은 톤할레 오케스트라의 임시 시설로 인수되어 얼마 후 철거되었다. 1896년에 젝세로이텐 광장로 처음 언급되었으며, 1910년대부터 2008년까지 이곳은 일반적으로 젝세로이텐 목초지로 알려진 초원이었다. 1902년부터 봄의 젝세로이텐 축하 및 서커스 크니의 쇼를 비롯한 기타 행사에 사용되었다. 그것은 또한 취리히 오페라 하우스와 1925년 J. 피스터 피카울트가 지은 그랜드 카페 에스플라나데의 고향이 되었다. 1941년 12월 19일 베른하르트-취리히 극장은 스위스-독일어 등으로 연극, 희극, 희극을 위한 엔터테인먼트 극장으로 개장했다. 전시 시 인구의 식량 공급을 보장하기 위해 1940년 11월 초원에 감자가 심었다. 1981년 5월 에스플러네이드 건물이 철거되었고 현재의 베른하르트 극장이 1984년 12월 27~28일에 3년 만에 다시 문을 열었다. 전환의. 인근 샨첸그라벤에는 옛 식물원이 있다. 오페라하우스-베른하르트 극장 방향 지역은 1960년대부터 2008년까지 주차 시설로 사용되었다.

### 재설계
국민투표로 공사가 당초 계획보다 1년 연기됐다. 2013년 1월에 주요 작업이 시작되었고 약 1년 후 재설계된 젝세로이텐 광장이 개장되었다. 취리히시 비용은 1,720만 스위스 프랑에 달했으며 그 중 CHF 10,250,000는 인접 도로의 보수, 도로 배수 및 상부 구조에 사용되었다. 광장의 설계 및 건설 비용은 총 2,800만 스위스 프랑에 달했으며, 그중 1,100만 프랑은 취리히주에서 지불했다. 우토콰이 도로의 차로가 없어져 시와 취리히 주 사이에 격렬한 분쟁이 발생했으며 지방 법원은 취리히에 유리하게 판결을 내렸다. 계획 작업은 Zach + Zünd 건축가, Vetsch Nipkow 조경 건축가, Heyer Kaufmann 토목 엔지니어가 수행했다.

## 건축
지상 주차장은 오페라와 뮌스터호프 광장의 지하 주차장으로 대체되었으며 공공 광장은 오페라 하우스 쪽으로 확장되었다. 시 정부의 목표는 "취리히의 보행자를 위해 중앙 위치에 업그레이드하여 국제적으로 호소력 있는 장소를 만드는 것"이었다. 팔스 규암으로 만든 총 110,000개의 돌 블록 (너비 10~13cm, 길이 50~130cm)이 정사각형을 형성한다. 재료는 세척, 미끄럼 방지 또는 장기간 열 동안의 거동과 관련하여 "장기간에 걸쳐 철저하게 테스트"되었다. 뵈크(Böögg)를 태웠을 때의 손상을 배제하기 위해젝세로이텐), 내화 벽돌 쉘이 설치되었다. 또한 코끼리 똥이 팔스 규암에 미치는 영향을 테스트했으며 크니의 서커스 텐트 고정 장치가 표면 구조에 단단히 통합되었다. 팔스 규암의 자연석 타일은 12,600㎡의 면적을 차지한다. 마지막 돌은 계획보다 3주 빠른 2013년 11월 19일에 놓였다. 2014년 2월과 3월에는 7년생 떡갈나무 56그루와 튤립나무를 심었다. 이러한 품종은 특히 도심 위치에 적합했다.

## 기반시설 및 분수

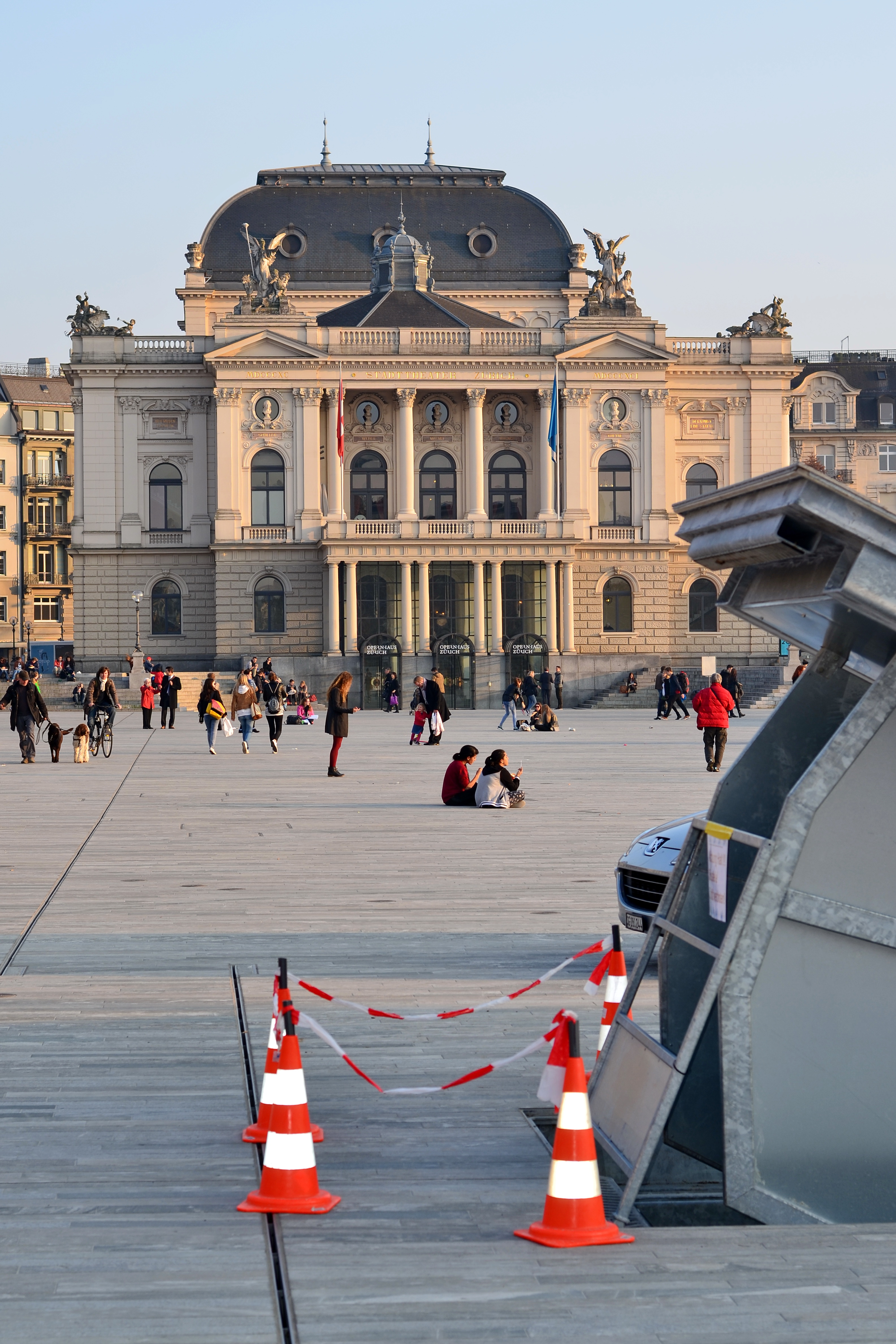
지하 시설 입구

광장 아래, 지하에 있는 방은 조명, 전력 분배, 분수용 펌프 및 제어 시스템을 위한 숨겨진 기반시설을 제공한다. 2016년 기준으로, 취리히에서 가장 정교한 물 기능으로, 높이가 최대 8m인 분수를 분출할 수 있고 음악을 반주할 수 있는 각 노즐에 개별적으로 프로그래밍 가능한 제어가 있다. 각 노즐에는 밤에 아래에서 물을 비출 수 있는 흰색 LED 조명이 있다. 배수 시스템은 찌꺼기를 모으고, 물을 여과하고, 염소와 유리수로 처리하는 일련의 챔버를 통해 샘물을 받다.; 그런 다음 정화된 물은 재사용을 위해 펌프로 되돌아간다. 총 150만 스위스 프랑이 디자인에 지불되었다.

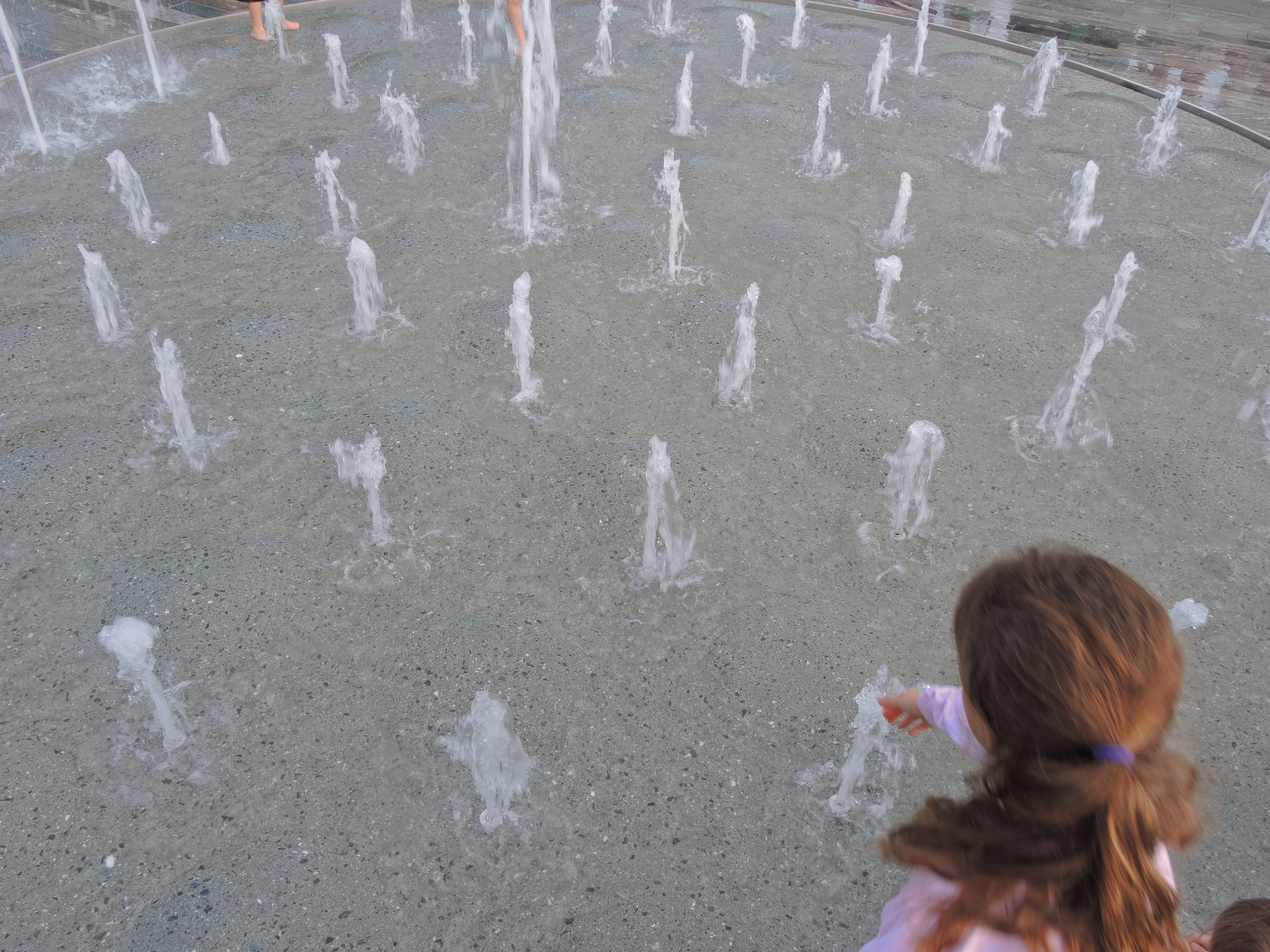
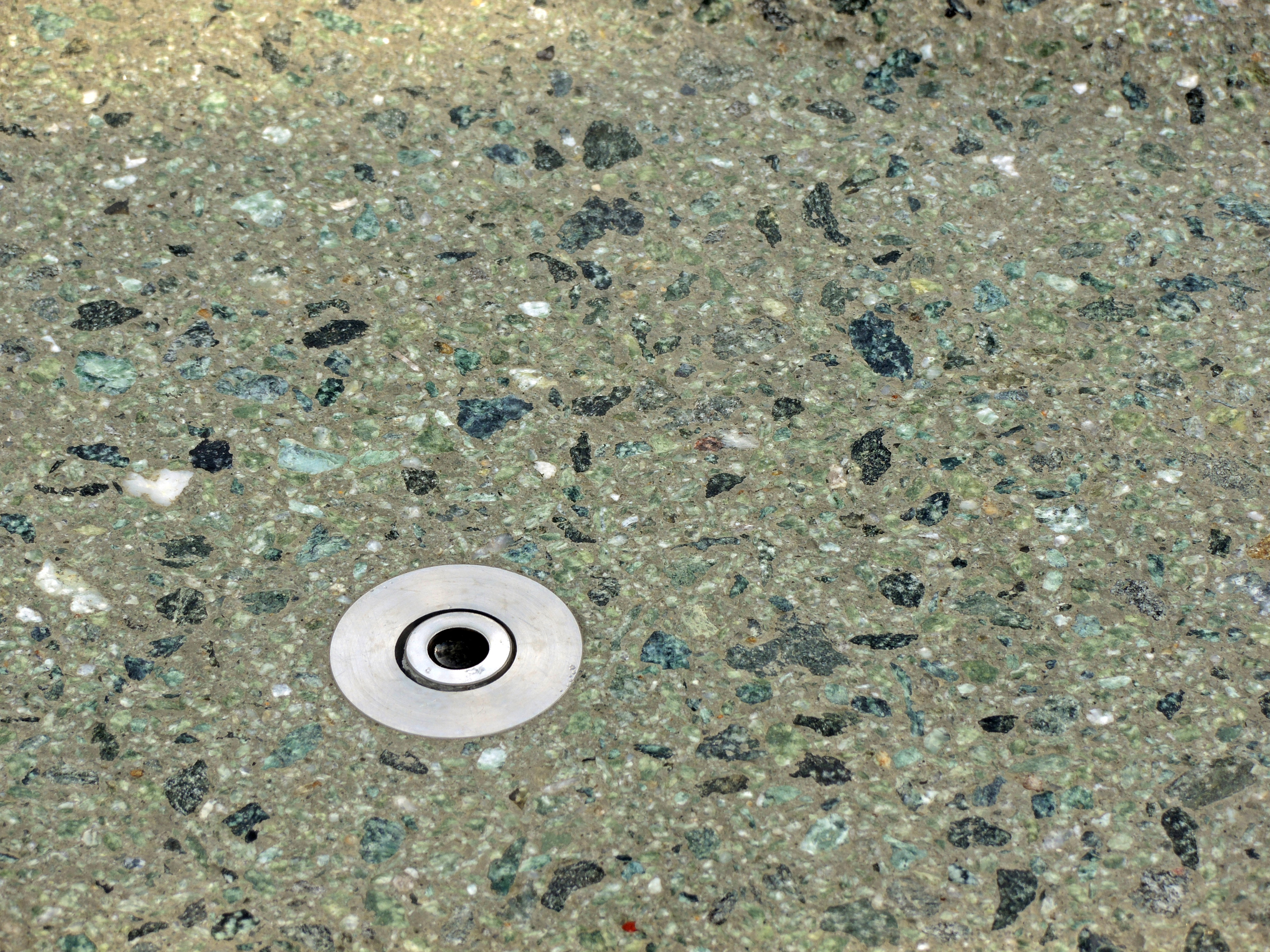
분수 노즐
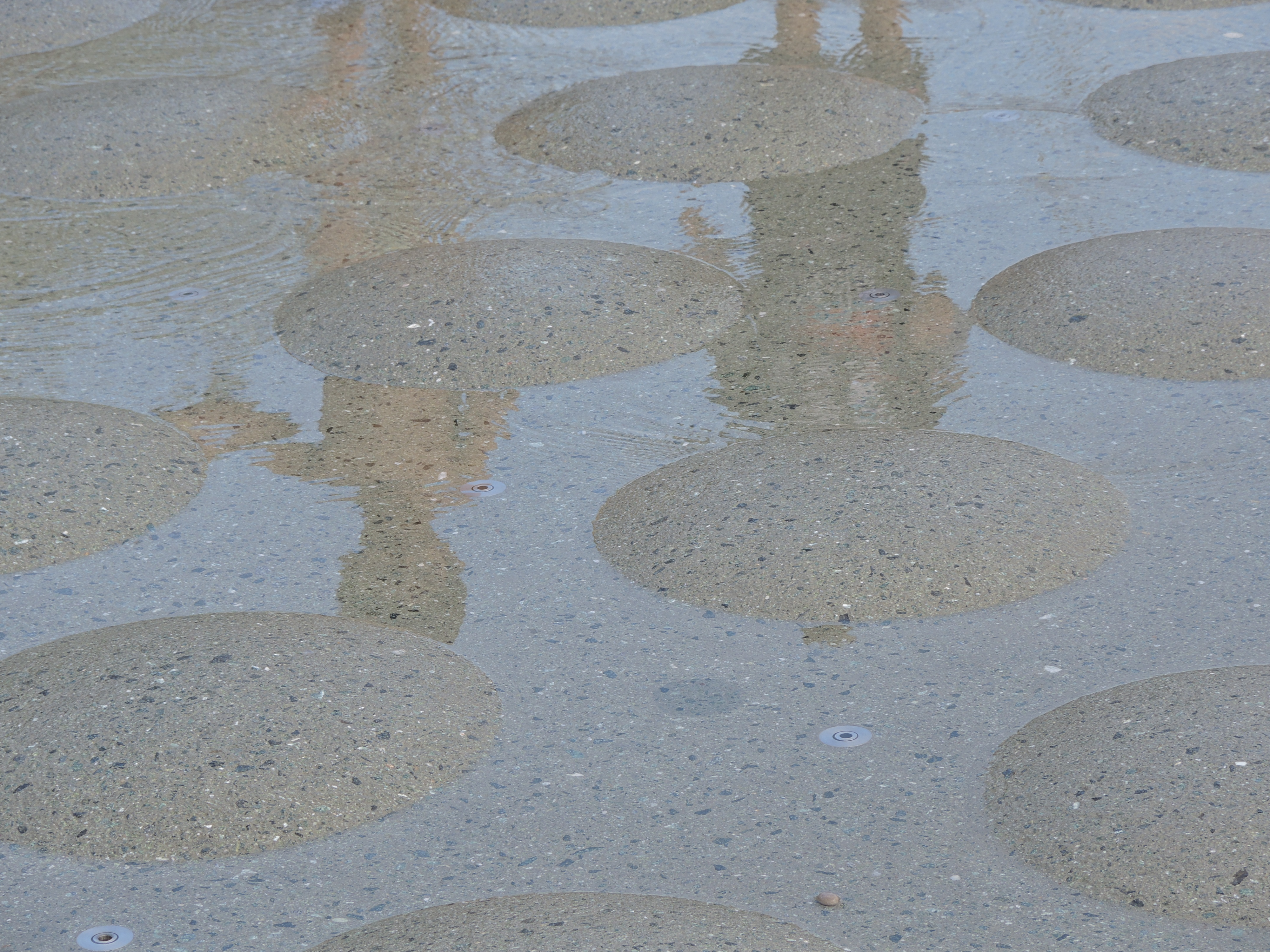
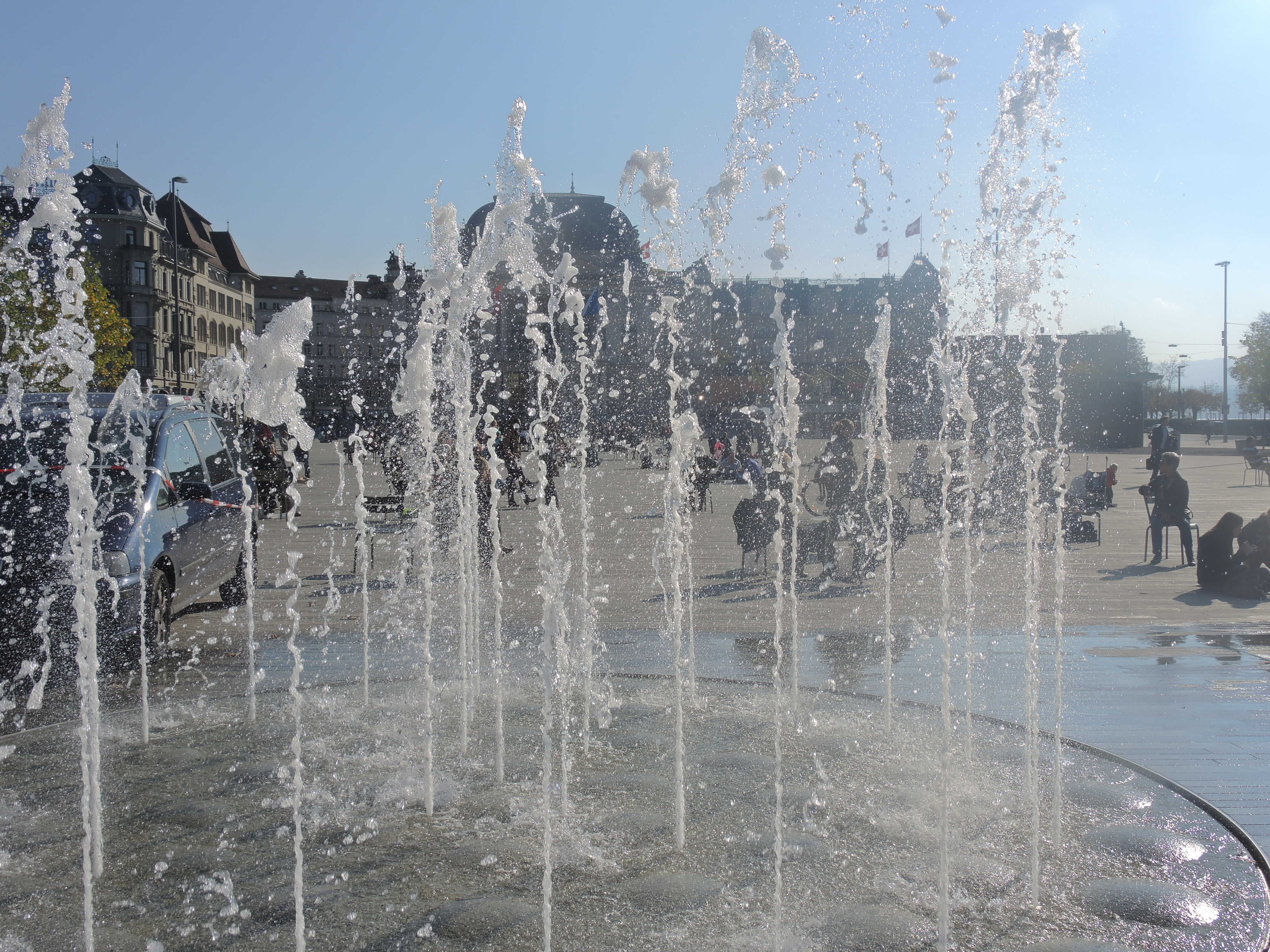

## 활동 및 명소

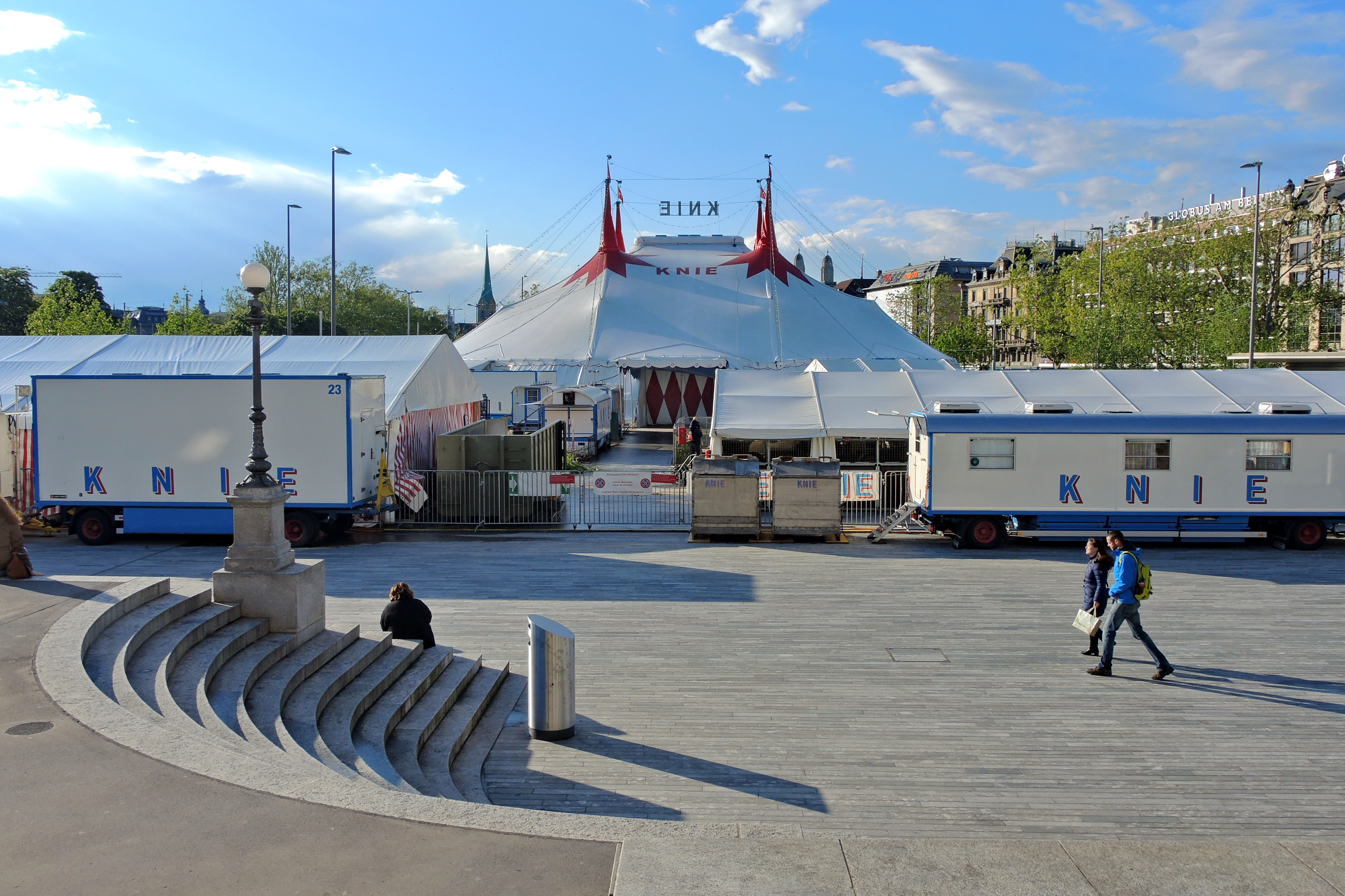
벨뷰 광장에서 오페라 하우스 쪽으로 본 서커스 크니

정부의 개념에 따르면 젝세로이텐 광장는 연간 180일 행사에 사용될 수 있다. 그들 중에는 서커스 크니, 젝세로이텐와 취리히 영화제가 있다. 여름철에는 주요 도심 공간으로서의 기능을 수행하기 위해 광장이 최소 120일 동안 완전한 대중 접근이 가능해야 하므로 여름철 행사는 이전 젝세로이텐wiese 지역으로 제한된다. 오페라 하우스 앞의 옛 극장 광장은 슈타델 호퍼 광장과 취리히 호수 호숫가를 연결하는 역할을 한다. 시 당국은 슈타델호펜 역과 젝세로이텐 광장 사이의 지역을 차량 통행금지 구역으로 선언했다. 비나흐트스메르트(Wienachtsmärt), 크리스마스 박람회는 2015년에 처음 개최된 새로운 이벤트로 11월 19일 취리히 시장인 코린 마우히가 열었다. 현대적인 디자인 제품과 전통 수공예품을 선보이는 약 100개의 오두막이 있었다.

## 오페라 주차장
2012년 5월에 개장한 지하 주차장은 299대를 수용할 수 있는 2층의 주차장을 보유하고 있다. 주차 시설은 하르트투름스트라세 AG 및 AMAG 회사의 컨소시엄인 오페라 AG에서 운영한다. 장기 임차인을 위해 최대 50대의 주차 공간이 예약되어 있다. 입구는 팔켄스트라세/쉴러스트라세에 있다. 젝세로이텐 광장에서 시설로의 보행자 접근은 2개의 파빌리온에 의해 제공되며 그 중 하나에는 대로 카페가 있다. 두 번째 전시관에는 발굴(오페라 주차장의 고고유적지)의 고고학적 발견에 대한 개요를 보여주는 전시물이 있다.

## 문화유산과 보호
유네스코 세계 문화 유산 사이트의 56개 스위스 유적지의 일부로서 알프스 주변의 선사시대 말뚝 주거지, 신석기 시대, 켈트족 및 갈로-로마 시대 정착촌도 스위스 국가 및 지역 중요 문화재 목록에 등재되어 있다. 클래스 객체로. 따라서 이 지역은 1966년 7월 1일에 제정된 자연 및 문화 유산에 관한 스위스 연방법의 의미 내에서 연방 보호 하에 사적지로 제공된다. 무단 조사 및 조사 결과를 의도적으로 수집하는 것은 24항에 따라 형사 범죄에 해당한다.

## 같이 보기
- 취리히 호수 주변의 선사시대 말뚝 주거지
- 벨뷰광장